# Bob Perew
Robert Strahan "Bob" Perew (ur. 5 sierpnia 1923 w Filadelfii, zm. 14 listopada 1999 w Denton) – amerykański wioślarz, brązowy medalista olimpijski.
Wystąpił na igrzyskach olimpijskich w Londynie w 1948, gdzie osada USA w składzie: Fred Kingsbury, Stu Griffing, Greg Gates i Bob Perew wywalczyła brązowy medal w czwórkach bez sternika. W finale o 8,7 przegrali z Włochami, a o 4,2 sekundy szybsza była osada Danii. Był to jego jedyny start olimpijski.
Kształcił się na Uniwersytecie Yale, uzyskując dyplom inżyniera. W trakcie studiów zaciągnął się do United States Navy, służąc na Pacyfiku w trakcie II wojny światowej. Po zakończeniu kariery sportowej pracował w General Electric i General Dynamics Electric Boat Division.